# Dottor Jekyll e gentile signora
Dottor Jekill e gentile signora est un film italien réalisé par Steno, sorti en 1979.
Il s’agit d’une comédie de science-fiction librement inspirée du roman court de Robert Louis Stevenson, L'Étrange Cas du docteur Jekyll et de mister Hyde, paru en 1886.

## Synopsis
Le génie maléfique Dr Jekyll, directeur de la puissante multinationale alimentaire PANTAC qui a inondé le monde de produits nocifs et polluants, boit accidentellement le « sérum du bien  », devenant un M. Hyde bon et placide.

## Fiche technique
- Titre : Dottor Jekill e gentile signora
- Réalisation :Steno
- Scénario : Leonardo Benvenuti, Piero De Bernardi, Steno, Gianni Manganelli.
- Musique : Armando Trovajoli
- Photographie : Ennio Guarnieri, Sergio Salvati
- Montage : Raimondo Crociani
- Production : Medusa Distribuzione
- Distribution :	Medusa
- Date de sortie : 31 août 1979
- Durée : 107 minutes
- Pays : Italie[2]

## Distribution
- Paolo Villaggio: Henry Jekyll/Edward Hyde
- Edwige Fenech: Barbara Wimply
- Gianrico Tedeschi: Jeeves
- Gordon Mitchell: Pretorius
- Paolo Paoloni: directeur d'établissement